# Креденс (фільм)
«Креденс» — другий художній фільм українського кінорежисера Валентина Васяновича. Прем'єра фільму відбулася на 4-му Одеському міжнародному кінофестивалі. У широкому українському прокаті стрічка з'явилася 23 січня 2014 року.

## Синопсис
Креденс — це різдвяна казка, що подібна на страшний сон. Для того, щоб просто жити й займатись своєю справою, головному герою Оресту необхідно пройти неабиякі випробовування. Чому так влаштоване життя? Чи варто йти на компроміс із самим собою заради міфічних благ? Це головні питання, що турбують героя. Дія фільму відбувається в зимовому Львові.

## Сюжет
У центрі сюжету фільму історичний конфлікт і протистояння місцевих українців Львова та "визволителів" — зазвичай російськомовних ветеранів і їхніх нащадків, які довго почувалися господарями у місті.

## Виробництво
Під час знімання фільму режисер спочатку намагався аби актори, що спілкувалися у фільмі українською, говорили з львівським акцентом. Однак, за словами режисера, відтворити акцент не вдалося й це виглядало неприродно, тому вирішили, аби україномовні герої розмовляли зі стандартним київським акцентом.

## Реліз
Реліз стрічки відбувся 15 липня 2013 на ОМКФ 2013.
21 січня 2014 року відбулася прем'єра фільму «Креденс» у кінотеатрі «Мультиплекс» торгового центру «Комод». У пресконференції взяла участь творча група фільму, а також директор дистрибуторської компанії Parakeet Film Вікторія Хотянова.

## Нагороди
Під час ОМКФ 2013 журі Міжнародної федерації кінопреси (FIPRESCI) визначили найкращі фільми українського національного конкурсу, зокрема лауреатом стали повнометражна стрічка Валентина Васяновича «Креденс» (за «акцентування проблем сучасності з гумором»).
| Список нагород та номінацій                                | Список нагород та номінацій | Список нагород та номінацій | Список нагород та номінацій |
| Кінопремія                                                 | Дата церемонії              | Результат                   | Дж                          |
| ---------------------------------------------------------- | --------------------------- | --------------------------- | --------------------------- |
| Приз ФІПРЕССІ — Найкращий український повнометражний фільм | 19 липня 2013               | Перемога                    | [ 7 ]                       |

## Актори
| - Андрій Самінін — Орест - Ольга Гришина — Наталка - Михайло Жонін — Вадим - Наталія Васько — Оленка - Неоніла Білецька — Теща - Дмитро Базай — Тесть - Віталій Іванченко — Борис - Веніамін Прибура — Дорко - Володимир Кузнєцов — Директор музичної школи - Заза Чантурія — Артем - Інна Мірошниченко — Зав. музичною частиною | - Олег Примогенов — Суддя Сволоков - Микола Береза — Віолончеліст - В'ячеслав Дудко — Міліціонер - Віктор Кошевенко — Директор театру - Ніна Креженстовська — Бібліотекар - Степан Дідківський — Чийсь татко - Валентина Дідківська — Чиясь мама - Сергій Голубничий — Диригент - Станіслав Щокін — Альтист - Владлен Одуденко — Авто механік - Олена Провотар — Подруга судді Сволокова та інші. |